# Гадание с попугаем
Гадание с попугаем (там. கிளி ஜோசியம்) — разновидность гадания, распространённая в первую очередь среди народа тамилов в Индии, на Шри-Ланке и в Сингапуре, но также известная и у телугу в индийском штате Андхра-Прадеш и в Пакистане. Суть гадания заключается в том, что специально натренированные зелёные попугаи вытаскивают перед клиентом те или иные карты таро из стопок.
Гадалки с попугаями обычно размещаются у деревьев на обочинах дорог, с клеткой с попугаем и разложенными перед ними стопками с картами таро. Карт обычно 27 — в соответствии с индийской космологией, и каждая из них содержит изображение того или иного индуистского божества (хотя в некоторых случаях они могут изображать Иисуса Христа или Деву Марию). При появлении клиента гадалка выпускает попугая из клетки, и он, наученный этому, подлетает к стопке карт, клювом вытягивает одну из них и отдаёт гадалке, которая на основе выбранной карты пытается предсказать клиенту будущее.
В Индии среди тамилов данная практика в настоящее время находится на грани исчезновения из-за небольшого спроса и порой даже противодействия со стороны властей. В Сингапуре, напротив, является важной достопримечательностью культурной жизни района «Маленькая Индия».